# Classificazione di Lown
Nel 1971 i cardiologi americani Bernard Lown e Marshall Wolf proposero una classificazione delle aritmie ventricolari partendo dall'ipotesi che a una maggiore frequenza e complessità di esse corrispondesse una prognosi progressivamente peggiore: l'evento prognostico preso in considerazione da Lown era la morte improvvisa cardiaca.
La classificazione di Lown (o classificazione di Lown e Wolf) era progettata per i pazienti con pregresso infarto miocardico e si riferiva ai dati forniti dalla registrazione Holter dell'elettrocardiogramma per 24 ore. In seguito la classificazione, di facile uso, è stata applicata in tutti i pazienti, anche quelli senza cardiopatia ischemica, e anche indipendentemente dal significato prognostico delle aritmie. Ad esempio è attualmente utilizzato nel campo della Medicina legale e delle assicurazioni.

## La classificazione delle aritmie ventricolari di Lown
| Classe di Lown | Definizione                                                                          |
| -------------- | ------------------------------------------------------------------------------------ |
| Classe 1       | Media inferiore a 30 extrasistoli ventricolari per ora                               |
| Classe 2       | Media di 30 o più extrasistoli ventricolari per ora                                  |
| Classe 3       | Extrasistoli ventricolari polimorfiche                                               |
| Classe 4A      | 2 extrasistoli ventricolari consecutive (coppia)                                     |
| Classe 4B      | 3 o più extrasistoli ventricolari consecutive (tripletta e tachicardia ventricolare) |
| Classe 5       | R su T (RV/QT < 1)                                                                   |

La classificazione divide i pazienti in sette classi ordinate in maniera gerarchica e mutualmente esclusiva. I criteri di classificazione sono due: la frequenza delle extrasistoli ventricolari (il loro numero in determinati intervalli di tempo) e la loro complessità (la modalità con la quale si ripetono una dopo l'altra).
Da notare che la classificazione non solo ordina le extrasistoli in modo gerarchico, ma è mutualmente esclusiva: questo vuol dire che ad esempio, se un paziente presenta il fenomeno R su T, viene inserito nella classe V, indipendentemente dal numero dei battiti prematuri e dalla loro complessità.

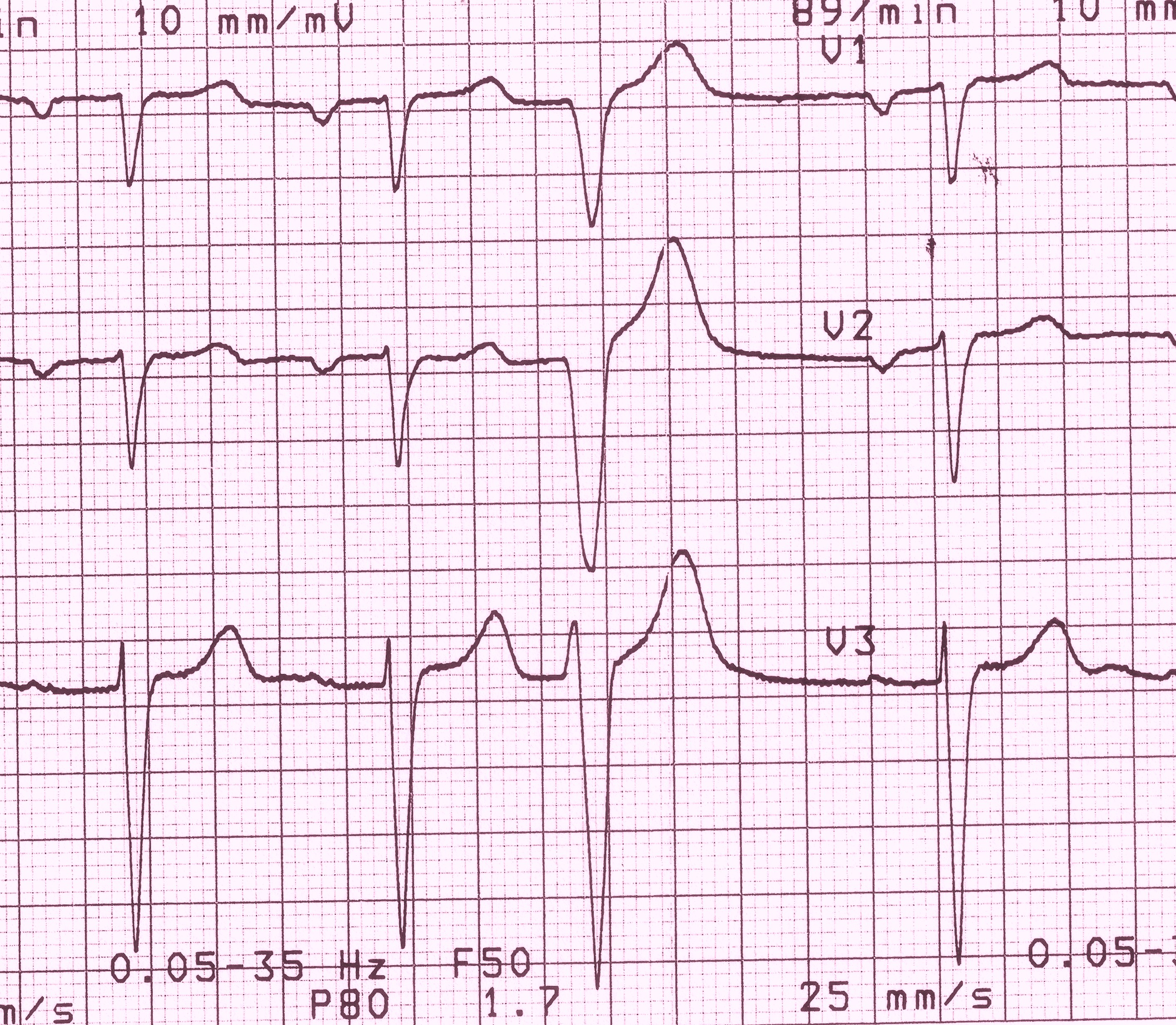
Extrasistole ventricolare isolata

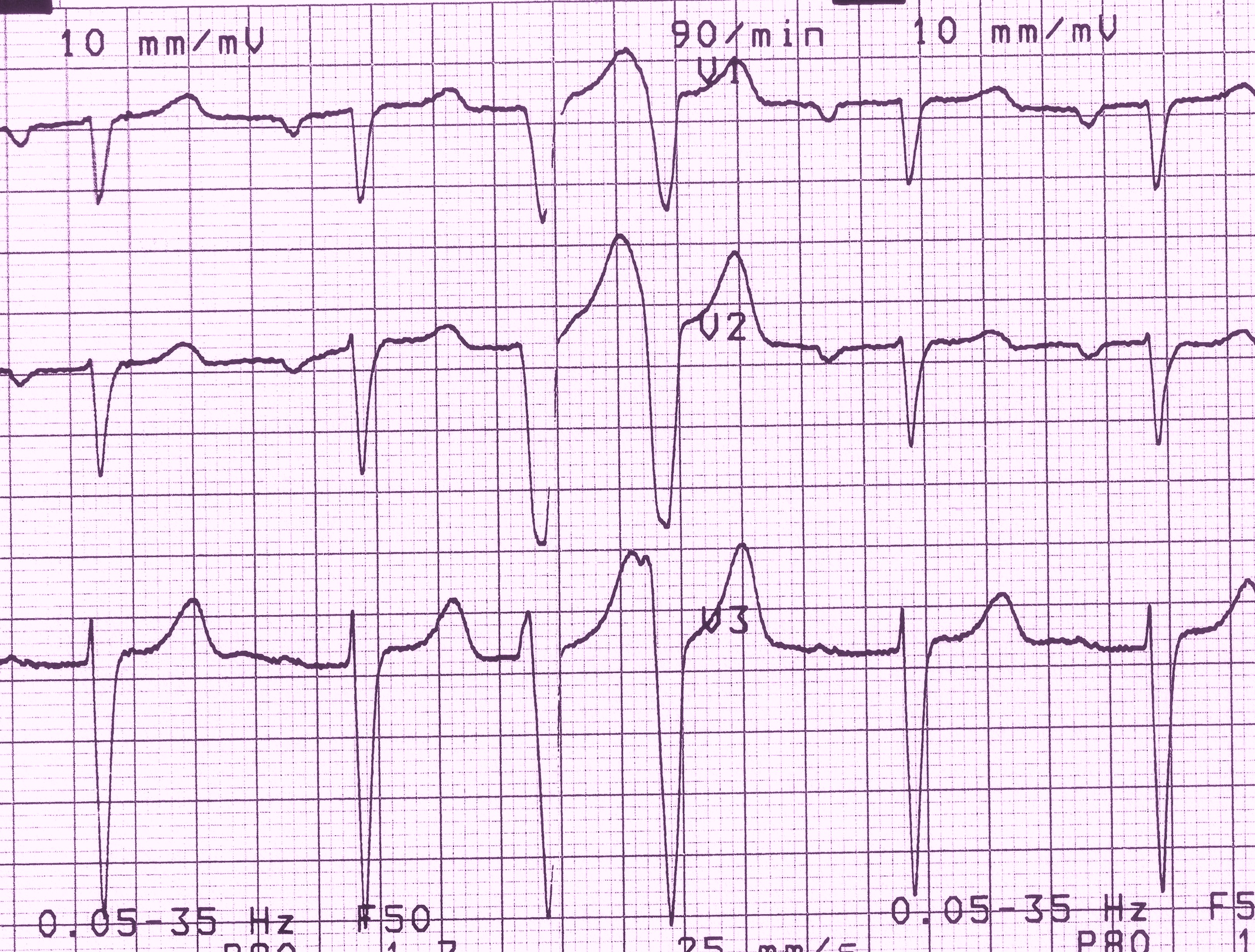
Coppia ventricolare

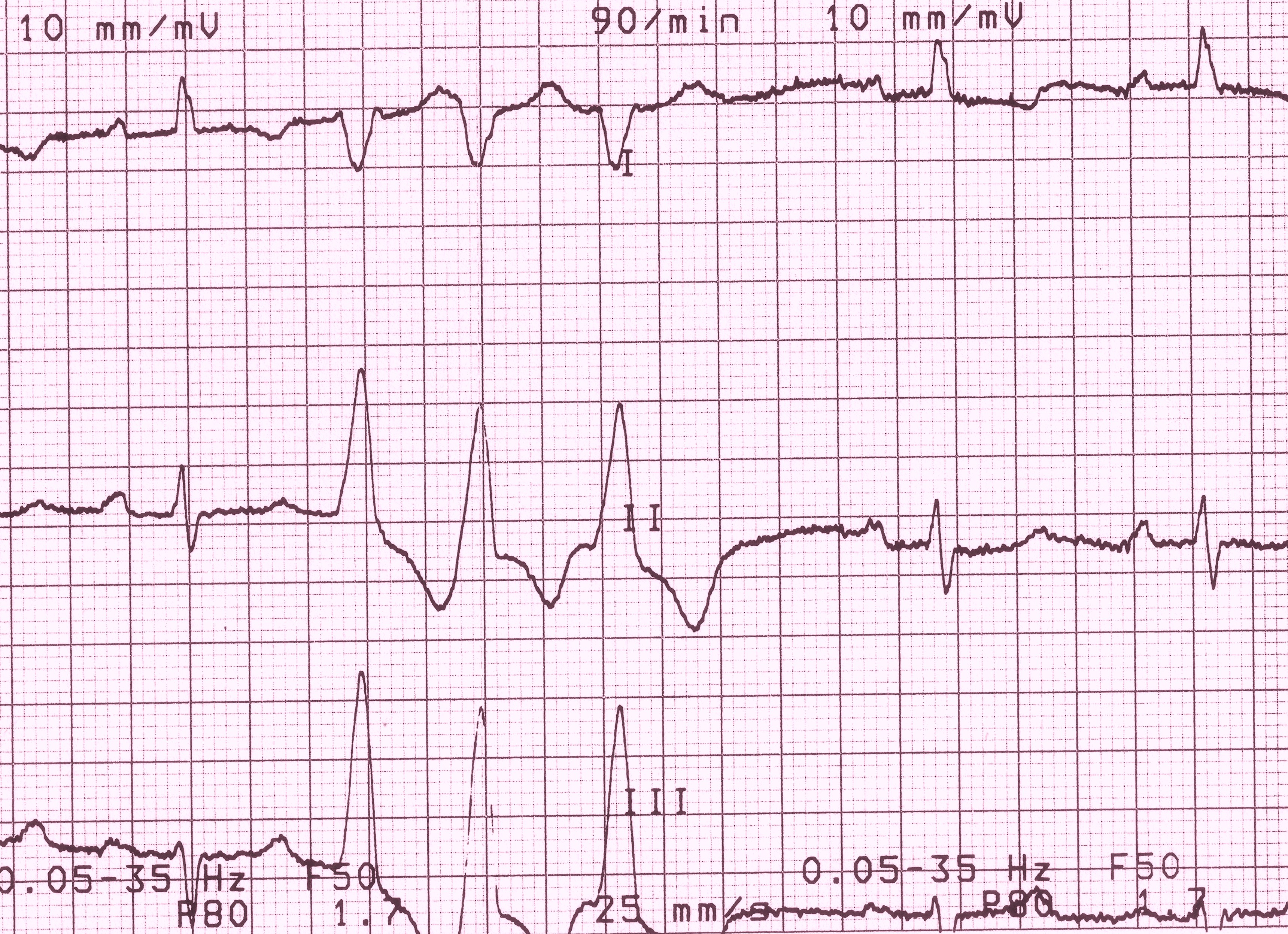
Tripletta ventricolare

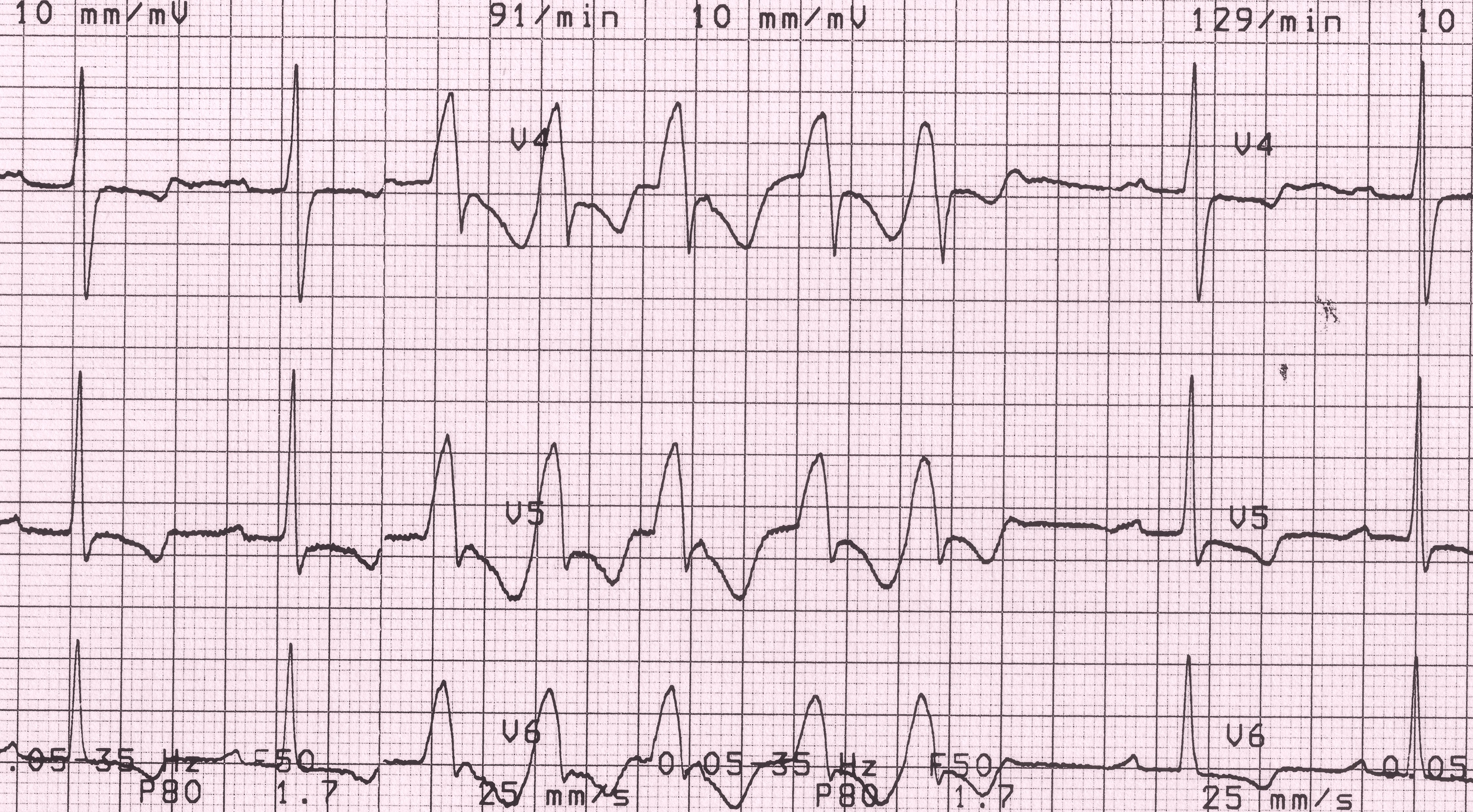
Tachicardia ventricolare non sostenuta

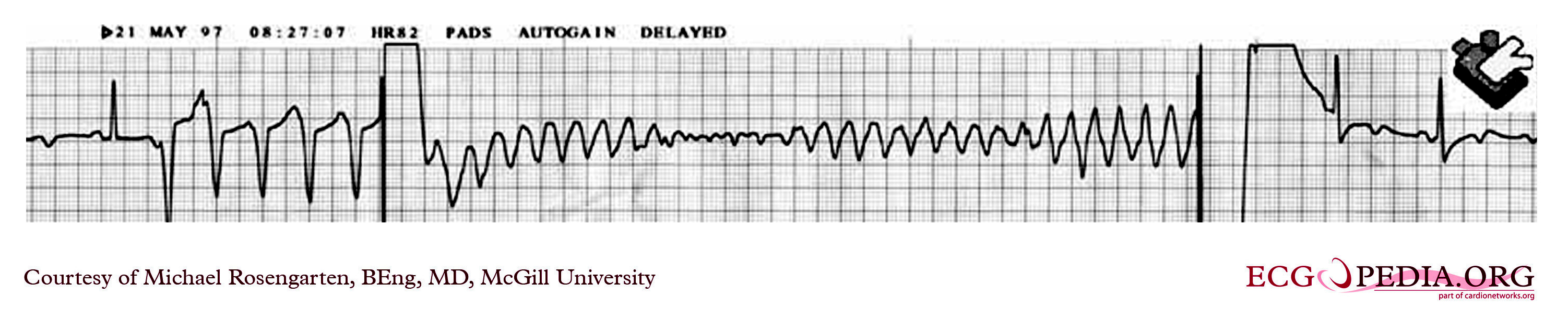
L'immagine mostra l'effetto, voluto, di una stimolazione elettrica su onda T che provoca la fibrillazione ventricolare (R su T). Test di efficacia durante l'impianto di Defibrillatore: alla fine del tracciato è visibile l'intervento del dispositivo che interrompe l'aritmia

Il termine extrasistole indica un battito ventricolare anticipato rispetto alla cadenza dei complessi QRS; esso insorge da un sito del miocardio ventricolare differente rispetto ai battiti condotti normalmente nel sistema di conduzione, per questo ha anche una morfologia differente. Le estrasistoli si dicono polimorfe quando hanno morfologia del QRS differenti in quanto originano da siti differenti dei ventricoli. Il fenomeno R su T indica un anticipo molto precoce dell'extrasistole rispetto al battito precedente, tanto che il suo QRS "cade" sull'onda T di ripolarizzazione del battito precedente: si dà particolare importanza a questo tempismo perché l'extrasistole precoce può cadere in un periodo di particolare vulnerabiltà del miocardio (periodo vulnerabile) con elevato rischio di innescare una fibrillazione ventricolare.
Nel 1975 B. Lown e altri autori proposero una modifica della classificazione aggiungendo due altri parametri a ciascuna classe: il numero di ore in cui era presente il tipo di aritmia di quella classe (che veniva indicato con un numero in apice al numero della classe stessa) e il numero di extrasistoli/eventi (che veniva indicato con un altro numero in pedice alla classe). Lown indicò il sistema come "arrhythmia equation". Questa classificazione, che voleva ovviare allo scarso peso attribuito alla frequenza complessiva delle aritmie, non è entrato nell'uso comune e non è stato testato in studi sperimentali ampi.

## Uso clinico
La presenza di extrasistoli ventricolari dopo infarto miocardico è correlata effettivamente alla prognosi, ma manca di specificità  (capacità di dare un risultato negativo/normale nei soggetti sani). 
Gli studi successivi a quelli di Lown hanno confermato che la complessità dell'extrasistolia ventricolare è correlata direttamente alla prognosi nella cardiopatia ischemica, ma è stato dimostrato che il parametro della numerosità delle extrasistoli, che Lown sottostimava considerandolo solo nella classe 1 e 2, è ugualmente correlato agli eventi futuri. Lown aveva privilegiato la sistematizzazione in ordine gerarchico perché riteneva che il fenomeno extrasistolia ventricolare frequente fosse troppo ubiquitario per avere un forte potere predittivo positivo.
Inoltre gli studi successivi hanno provato che il fenomeno R su T (classe 5) non conduce ad una prognosi necessariamente peggiore rispetto alle extrasistoli ripetitive (classe 4A e 4B): Bigger nel 1981 ha dimostrato che la presenza di fenomeno R su T, ma con scarsa frequenza totale di tale extrasistolia e in assenza di forme ripetitive (coppie, triplette e TV), ha una prognosi per mortalità molto bassa (9%), rispetto alla compresenza del fenomeno R su T e extrasistoli continue e ripetitive (mortalità 59%).
Gli studi sulla prognosi dopo infarto miocardico, specie in era trombolitica e con la diffusione della ricanalizzazione coronarica transcatetere, hanno chiarito che, accanto alle aritmie, è necessario tenere in considerazione anche altre variabili per, come si dice, stratificare il rischio di morte nella cardiopatia ischemica.
In particolare, nella stratificazione prognostica dopo infarto miocardico, si dà rilievo:
- alla funzione sistolica globale del ventricolo sinistro (espressa come frazione di eiezione),
- agli indici di funzione del sistema nervoso autonomo (Hearth Rate Variability, Sensibilità baroricettoriale ecc),
- alla presenza di tachicardia ventricolare sostenuta spontanea,
- all'inducibilità di tachicardia ventricolare sostenuta o fibrillazione ventricolare allo studio elettrofisiologico endocavitario nei casi dubbi, come nel caso di sincope di natura non chiara

Le attuali indicazioni all'impianto di defibrillatore nel post-infarto ha ridimensionato quindi il valore della sola classificazione di Lown.
Per quanto riguarda l'uso della classificazione di Lown esteso alle altre forme di cardiopatie o in assenza di cardiopatie dimostrabili l'accordo non è unanime; in particolare il giudizio clinico dipende anche da altri parametri che variano a seconda della patologia.